# Langelurillus holmi
Langelurillus holmi là một loài nhện trong họ Salticidae.
Loài này thuộc chi Langelurillus. Langelurillus holmi được Maciej Próchniewicz miêu tả năm 1994.